# Quercus salicina
Quercus salicina Blume, 1851 è una specie di quercia diffusa in Giappone, Corea del Sud e Taiwan.  Appartiene alla famiglia delle Fagaceae.

## Descrizione

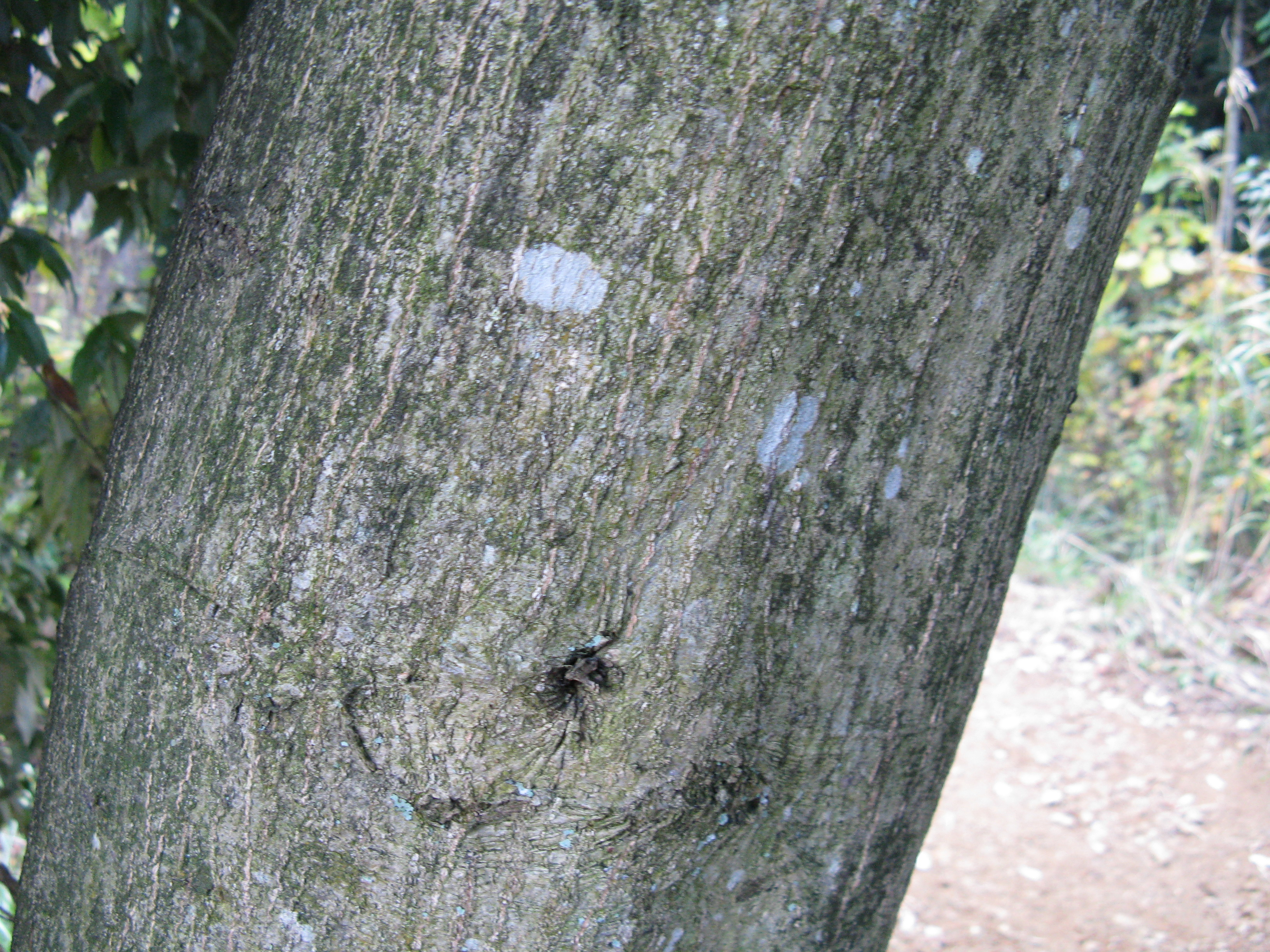
La corteccia.

### Portamento
È un sempreverde che raggiunge altezze di 17 m. I rami sono esili, glabri e di colore grigio, come la corteccia.

### Foglie
Le foglie, coriacee, ellittiche, da oblunghe a lanceolate, misurano tipicamente 7-12 cm di lunghezza per 15-35 mm di larghezza. L'apice della foglia è acuminata, mentre la base è acuta e arrotondata, il margine è dentato. La parte superiore della foglia è di colore verde brillante mentre quella inferiore è carnosa e con una leggera peluria.
Dalla venatura centrale partono da 11 a 13 paia di venature laterali, dalle quali si sviluppano venature terziarie poco visibili.
Il picciolo è glabro e misura da 15 a 20 mm di lunghezza.

### Fiori
I fiori sbocciano tra aprile e maggio. Le infiorescenze femminili sono lunghe tra i 20 e i 25 mm e presentano da 6 a 7 cupole, ciascuna lunga da 10 a 15 mm e con un diametro di 12 mm, molto sottili (meno di 1 mm). Sia l'interno che l'esterno sono grigiastri e vellutati, con 6 o 8 anelli concentrici dentellati. La cicatrice è piana, con un diametro di 5 mm, con uno stilo grande con tre anelli.
Le ghiande maturano tra settembre e ottobre dell'anno successivo.

## Distribuzione e habitat

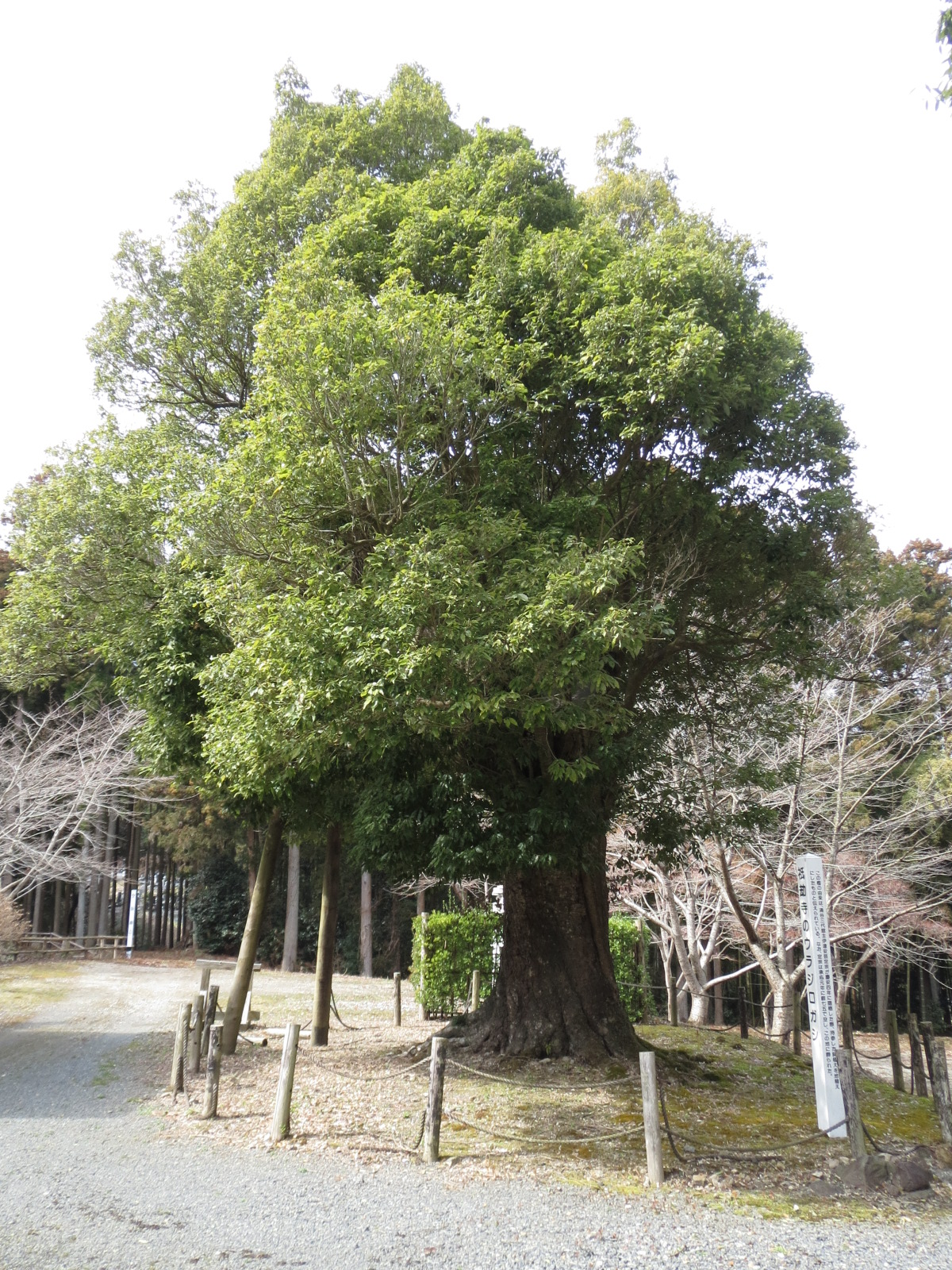
Un esemplare di Q. salicina presso il tempio di Gionji a Ōsaki (Giappone).

Diffuso in Estremo Oriente, Quercus salicina è endemico del centro e del nord dell'isola di Formosa ad altitudini comprese tra i 1100 e i 2600 m s.l.m., su terreni duri; è diffuso in boschi di latifoglie sempreverdi.

## Tassonomia
Quercus salicina fu descritta da Carl Ludwig Blume e i risultati pubblicati nel Museum Botanicum 1(20): 305. 1850.4.

## Ecologia
Le larve dei lepidotteri Arhopala japonica, Acrocercops vallata e Marumba sperchius si notrono del Q. salicina.
La stenofillanina A, un ellagitannino, e altri gallotannini si possono trovare nel Q. salicina, come anche la Friedelin, un triterpene isolato dalle sue foglie.